# St. Bonifatius (Bechstedtstraß)

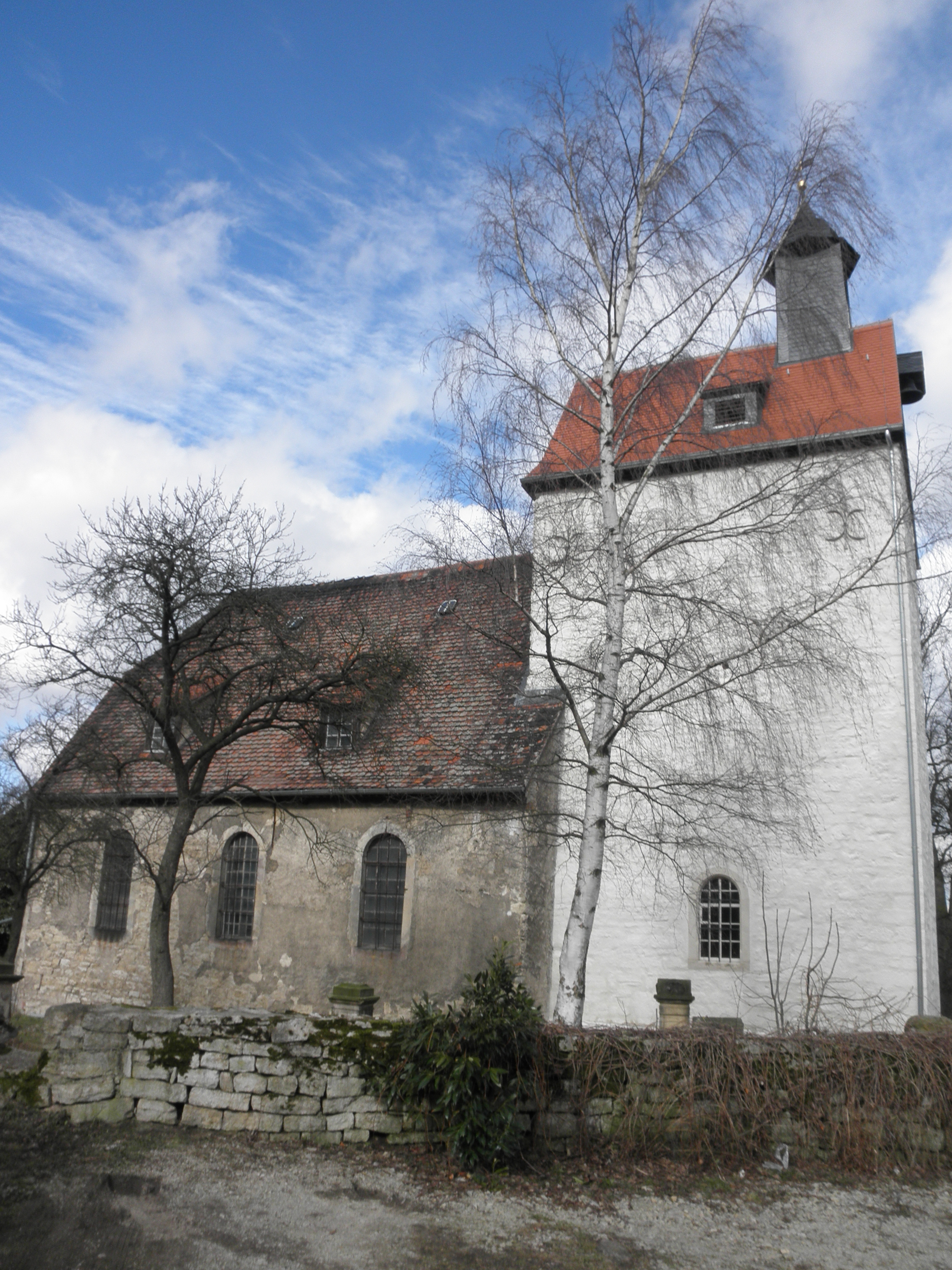
Die Kirche von Bechstedtstraß vor der Sanierung des Saalbaus

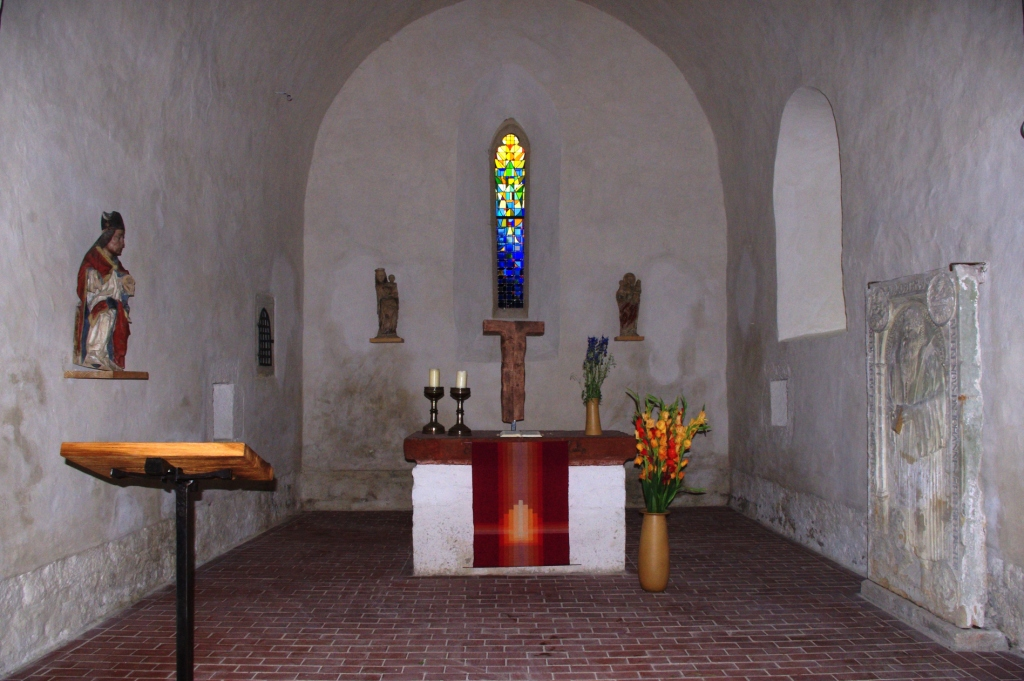
Altarraum St. Bonifatius

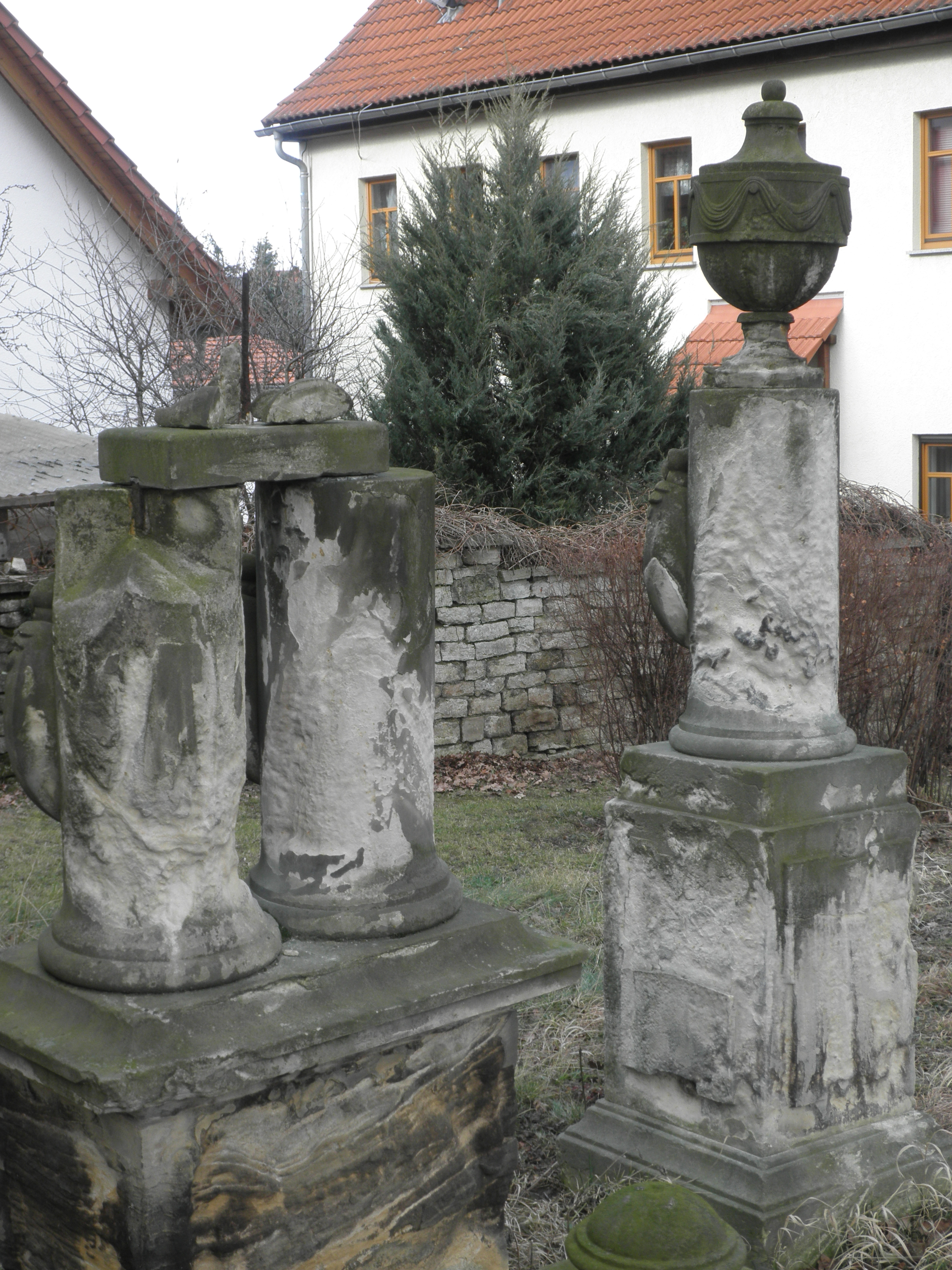
Historische Grabsteine auf dem Kirchhof

St. Bonifatius  ist die evangelische Dorfkirche von Bechstedtstraß im Landkreis Weimarer Land (Thüringen). Die Kirchengemeinde Beststedtstraß gehört zum Kirchengemeindeverband Niederzimmern im Kirchenkreis Weimar der Evangelischen Kirche in Mitteldeutschland.

## Lage
Die St.-Bonifatius-Kirche steht auf einem Vorsprung der Gutendorfer Platte im Zentrum des Dorfes nahe dem Kreuzungspunkt der ehemaligen Sackgassen des Dorfes und unweit der alten Salzstraße, die dem Ort den Beinamen „Straß“ gab. Die Dorfkirche bildet gemeinsam mit dem alten Kirchhof und den wertvollen barocken Grabsteinen, der alten Schule, dem ehemaligen Pfarrhaus und der Luthereiche den Mittelpunkt des Ortes.

## Geschichte
Der Ort wurde 885 vermutlich erstmals im Codex Diplomaticus Fuldensis urkundlich erwähnt. Danach übertrug Karl III. (Ostfrankenreich) der Abtei Fulda den Besitz seines Vasallen Heginward in „Bechstat“. Die ersten Gehöfte gruppierten sich um einen Dorfplatz, an dessen oberem Rand schon früh eine Kirche errichtet wurde. Den ältesten urkundlichen Beleg dafür gibt es aus dem Jahre 918. Die Kirche wurde dem ersten thüringischen Bischof geweiht. Sowohl das Patrozinium Sankt Bonifatius als auch die Anlage der Pfarrkirche mit dem Chorturm im Osten weisen auf ein hohes Alter der Kirche hin. Manche Forscher meinen, sie gehöre zu den alten Wehrkirchen Thüringens. Turm und Kirchsaal in ihrer heutigen Gestalt sind gotischen Ursprungs (14. Jahrhundert). Im Chorraum sind mittelalterliche Wand- bzw. Sakramentsnischen zu sehen und im Altar (Mensa) sind die mittelalterlichen Weihekreuze und der Reliquienschrein erhalten.
Im Barock (1700–1730) wurde die Kirche umgebaut (Fenstereinbauten, der heutige Eingang im Norden, Vergrößerung des Rundbogens zum Chorraum, Tonnengewölbe und Emporen, Dachreiter auf dem Chorturm). Der Altar wurde 1875 verbreitert und zu einem Kanzelaltar umgebaut. Im Jahre 1986 wurde dieser Kanzelaltar wieder entfernt, so dass der Chorraum wieder zu seiner ursprünglichen Funktion kam. Zugleich wurde dort an die Wand der Grabstein des 1609 verstorbenen Pfarrers Johann Hertrich sichergestellt. Diese qualitätsvolle Arbeit wird dem Erfurter Steinmetz Hans Friedemann d. J. zugeschrieben.
Der Taufstein im westlichen Teil des Kirchenschiffes ist eine Leihgabe aus der Kirche zu Isseroda. Er trägt die Jahreszahl 1563. Heute sind in der Kirche einige Jugendstilelemente zu finden (Triumphbogenbemalung 1905; Gedenkstein für Opfer des Ersten Weltkrieges 1920; Taufstein – inzwischen auf dem Kirchhof). Über den Triumphbogen wurde ein Vers aus dem Jesaja-Buch geschrieben und illustriert: „Die auf den Herrn harren kriegen neue Kraft, dass sie auffahren mit Flügeln wie Adler. Jes. 40,31“. Dieser Satz ist durch August Hermann Francke zu einem Schlüsselsatz des deutschen Pietismus geworden.

## Witzmann-Orgel

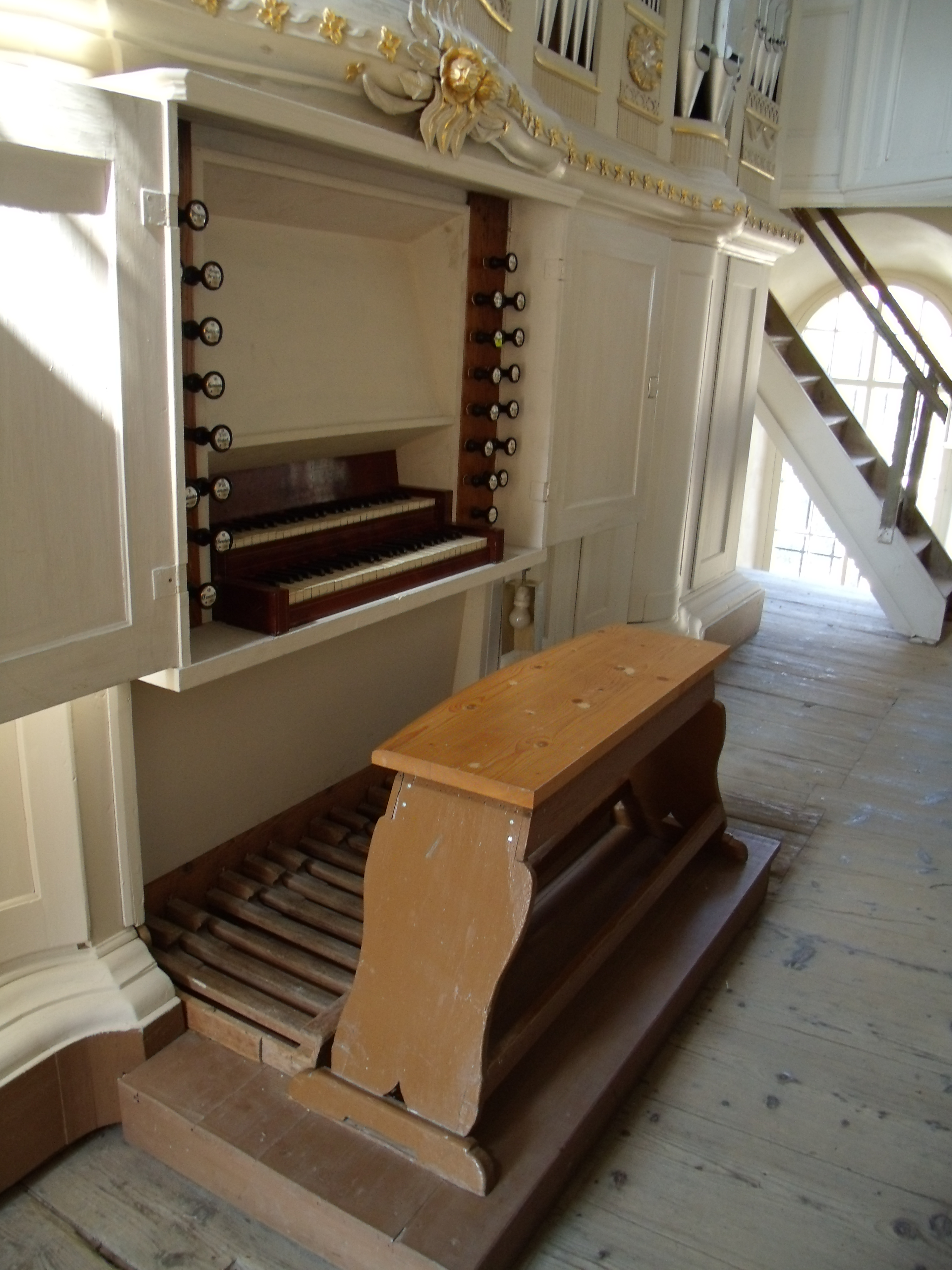
Manuale, Registerzüge und Pedal der Orgel

An der Orgelempore steht „Lasset die Musicam hören“, ein Motto des Weimarschen Gesangbuches, das J.G. Herder 1799 herausgab. Bei der Kirchenrenovierung 1875 bis 1877 wurde von August Witzmann (Stadtilm) eine Orgel eingebaut. Sie ist quasi das Vermächtnis des im Weimarer Land höchst innovativen und produktiven Orgelbauers. Man sagt, er hörte nicht wieder auf zu bauen. So erhielt die kleine Kirche eine große Konzertorgel. Der Weimarer Kantor Alexander Wilhelm Gottschalg lobte ihn in seinem Abnahmebericht ausdrücklich.
Das Schleifladen-Instrument hat 25 Register (Züge) auf zwei Manualen und Pedal und ist mit einer Manual- und einer Pedalkoppel sowie einem „Calcantenwecker“ ausgestattet. Die Spiel- und Registertrakturen sind mechanisch. Die Orgel ist nahezu unverändert erhalten. Anstelle der als 18. Register eigentlich vorgesehenen Trompete 8′ befindet sich eine Oboe 8′. Die Disposition lautet:
| I Hauptwerk C–f3 |            |     |
| 1.               | Bordun     | 16′ |
| 2.               | Principal  | 8′  |
| 3.               | Hohlflöte  | 8′  |
| 4.               | Gamba      | 8′  |
| 5.               | Gedackt    | 8′  |
| 6.               | Flöte      | 4′  |
| 7.               | Hohlquinte | 3′  |
| 8.               | Octave     | 4′  |
| 9.               | Octave     | 2′  |
| 10.              | Mixtur V   | 2′  |

| II Oberwerk C–f3 |                  |    |
| 11.              | Geigenprincipal  | 8′ |
| 12.              | Lieblich Gedackt | 8′ |
| 13.              | Harmonica        | 8′ |
| 14.              | Salicional       | 8′ |
| 15.              | Principal        | 4′ |
| 16.              | Flöte amabile    | 4′ |
| 17.              | Gemshorn         | 4′ |
| 18.              | Oboe             | 8′ |

| Pedal C–d1 |               |     |
| 19.        | Violonbass    | 16′ |
| 20.        | Subbass       | 16′ |
| 21.        | Principalbass | 8′  |
| 22.        | Octavbass     | 8′  |
| 23.        | Gedacktbass   | 8′  |
| 24.        | Violonbass    | 8′  |
| 25.        | Posaunbass    | 16′ |

## Sanierung
Aufgrund der barocken Krankheit, also der die Statik nicht beachtenden Erweiterung des Triumphbogens und des Einbaus einer Tonnendecke für die Emporen, war der Turm seit Ende des 18. Jahrhunderts in seinem Bestand gefährdet. Hinzu kamen Bewegungen im Fundament, die eine Sicherung für Generationen unmöglich erscheinen ließen. 2004 begannen unter Christian Dietrich (Pfarrer) die Sicherungen der mittelalterlichen Kirche, die u. a. von einer Unterstiftung der Stiftung zur Bewahrung kirchlicher Baudenkmäler in Deutschland, die Folkard Bremer für diese Kirche stiftete, finanziert wurden.
Der Turm wurde 2007/8 aufwändig saniert (Rekonstruktion Glockenstuhl, Umhängung der Uhrglocke, Stahlanker bis ins Fundament, Gipsmörtel und Putz). Das Sanierungskonzept erarbeitete das Büro Architektur+Denkmalpflege, Dr. Anja Löffler (Gera).
Im Altarraum bilden inzwischen mittelalterliche und moderne Kunst eine Einheit. Das gotische Dreipassfenster, durch die Mauerbewegung deformiert, bekam ein Bleiglasfenster nach Entwürfen von Ulf Raecke. Hinter dem Altar steht heute ein Kreuzkörper von Lutz Hellmuth, der auf dem internationalen Töpferworkshop 2007 in Bechstedtstraß entstand. Der Kunstschmied Michael Ernst schuf einen schlichten, aber kraftvollen Ambo. 2010 wurde der Dachstuhl des Kirchenschiffs stabilisiert und neu eingedeckt. 2011 folgte die Sicherung des Mauerwerks und der Nordfassade. 2012 wurde die Zuwegung vom Süden und Westen verbessert.

## Soziales Umfeld
Die Kirchgemeinde Bechstedtstraß ist eine der ersten Kirchengemeinden in Thüringen, die sich aufgrund ihrer Kleinheit mit Nachbargemeinden zusammenschloss. Dies geschah 1999. Fünf Jahre später wurde der Kirchbau- und Heimatverein Bechstedtstraß gegründet. Die Kirche war Ort von Künstler-Workshops und Teil des Thüringer Orgelmuseums. Der Verein organisiert in loser Folge Konzerte.